# 沖縄スパイ戦史
『沖縄スパイ戦史』（おきなわスパイせんし）は、沖縄戦におけるゲリラ戦やスパイ戦を取り上げた、2018年公開の日本のドキュメンタリー映画である。
少年兵による「護郷隊」が沖縄戦終結後も沖縄本島北部でゲリラ戦を継続していたこと、地上戦のなかった八重山列島で住民が山間部への疎開を命じられ3000人以上がマラリアに罹患し死亡したこと、これらを指揮したのは陸軍中野学校出身の青年将校であったことなどを、資料や証言から明らかにしてゆく。

## 受賞
- 第92回キネマ旬報ベスト・テン 文化映画ベスト・ワン[3]
- 第33回高崎映画祭 ホリゾント賞[4]
- 令和元年度文化庁映画賞 文化記録映画優秀賞[5]